# Dálnice v Řecku
Celková délka dálnic v Řecku je asi 2500 km, Řecko má tedy nejhustší síť dálnic v jihovýchodní Evropě. Nejvyšší povolená rychlost na dálnicích je pro osobní automobily 130 km/h. Na řeckých dálnicích funguje mýtný systém pro všechna vozidla. Do 50. let minulého století se dálnice v Řecku vůbec neodlišovaly od silnic. Až od roku 1963 jsou tu postupně zaváděny různé definice pro dálnici.

## Seznam dálnic

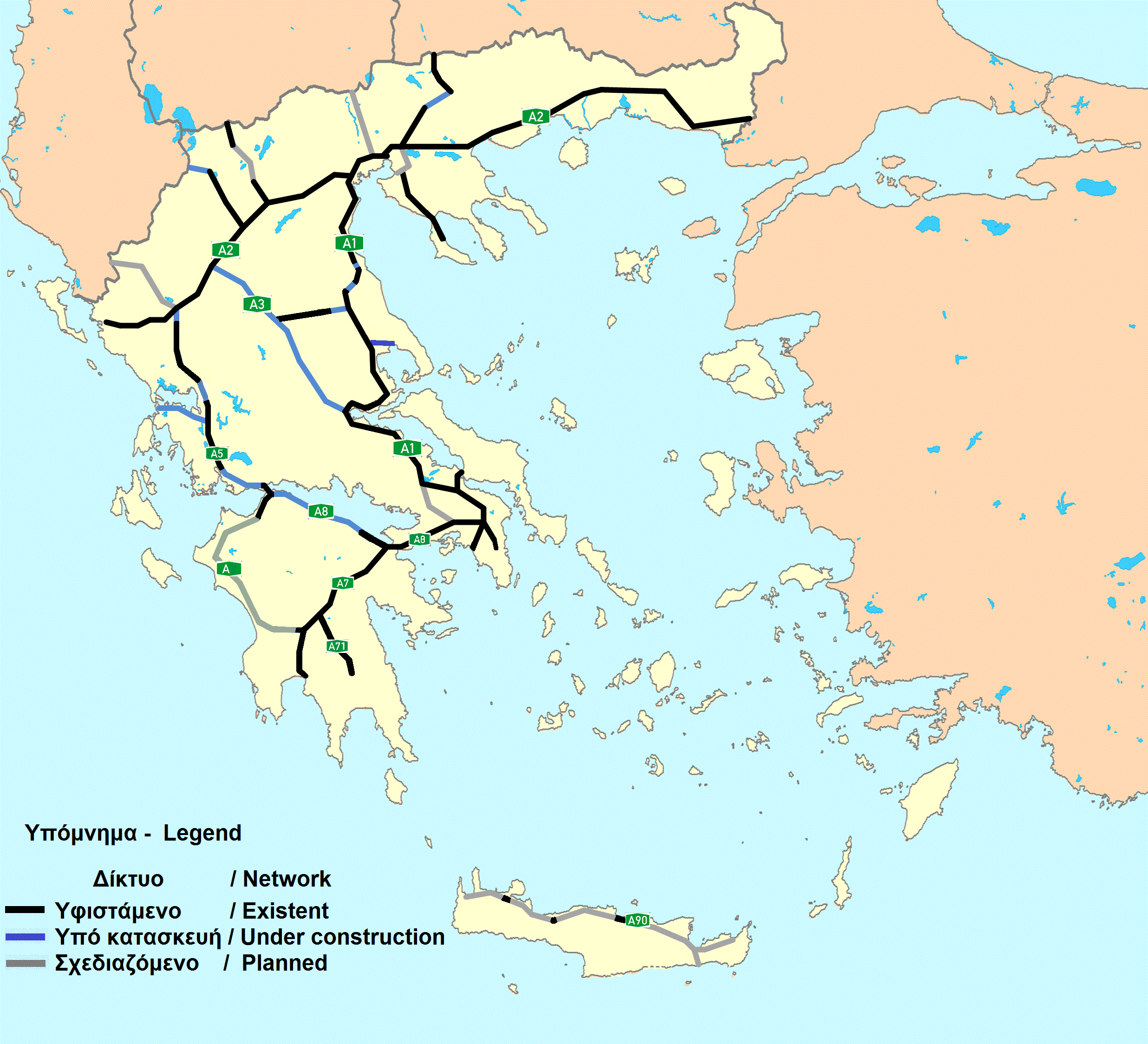
Schéma dálnic v Řecku

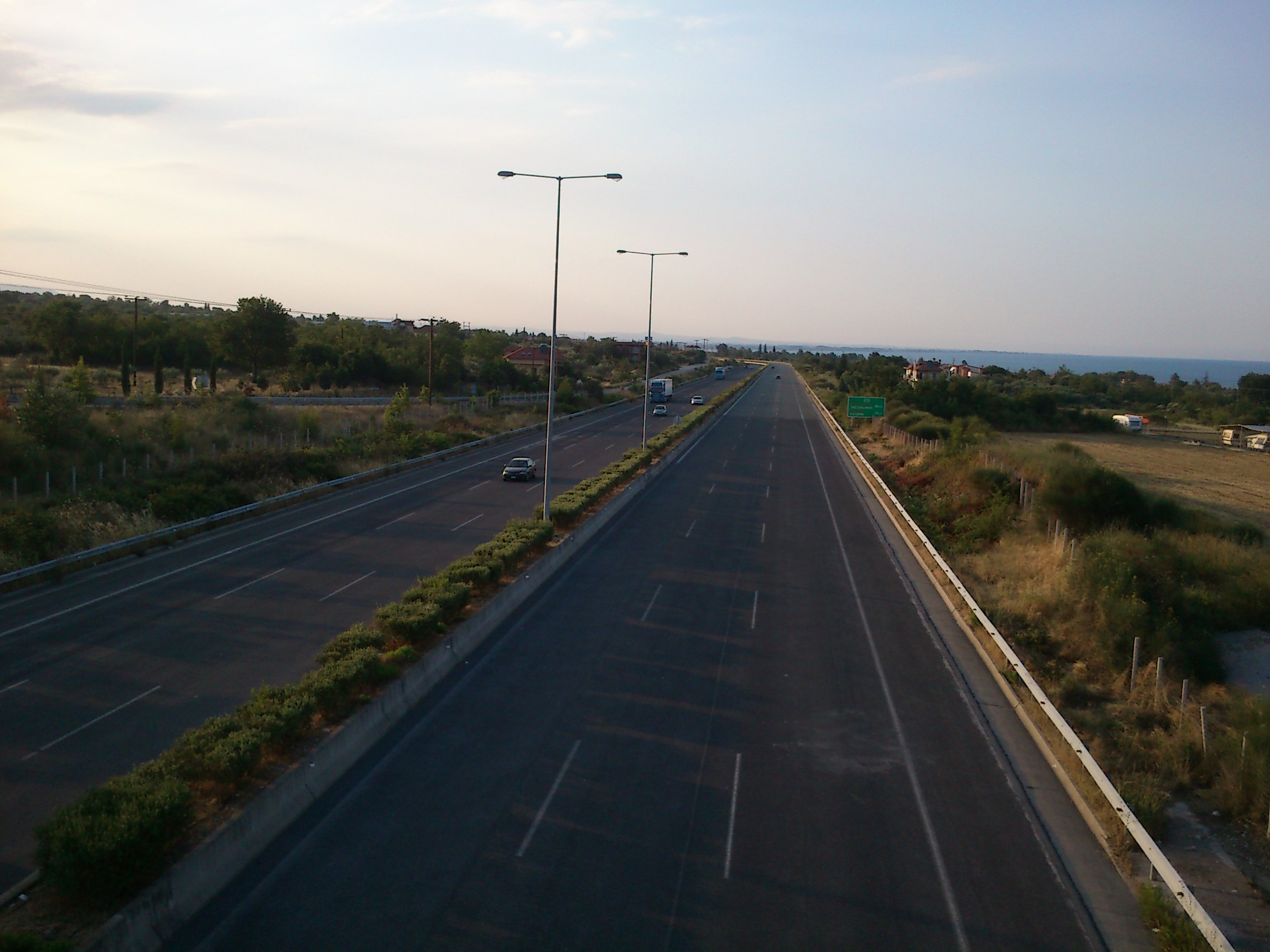
Dálnice A1 v Katerini

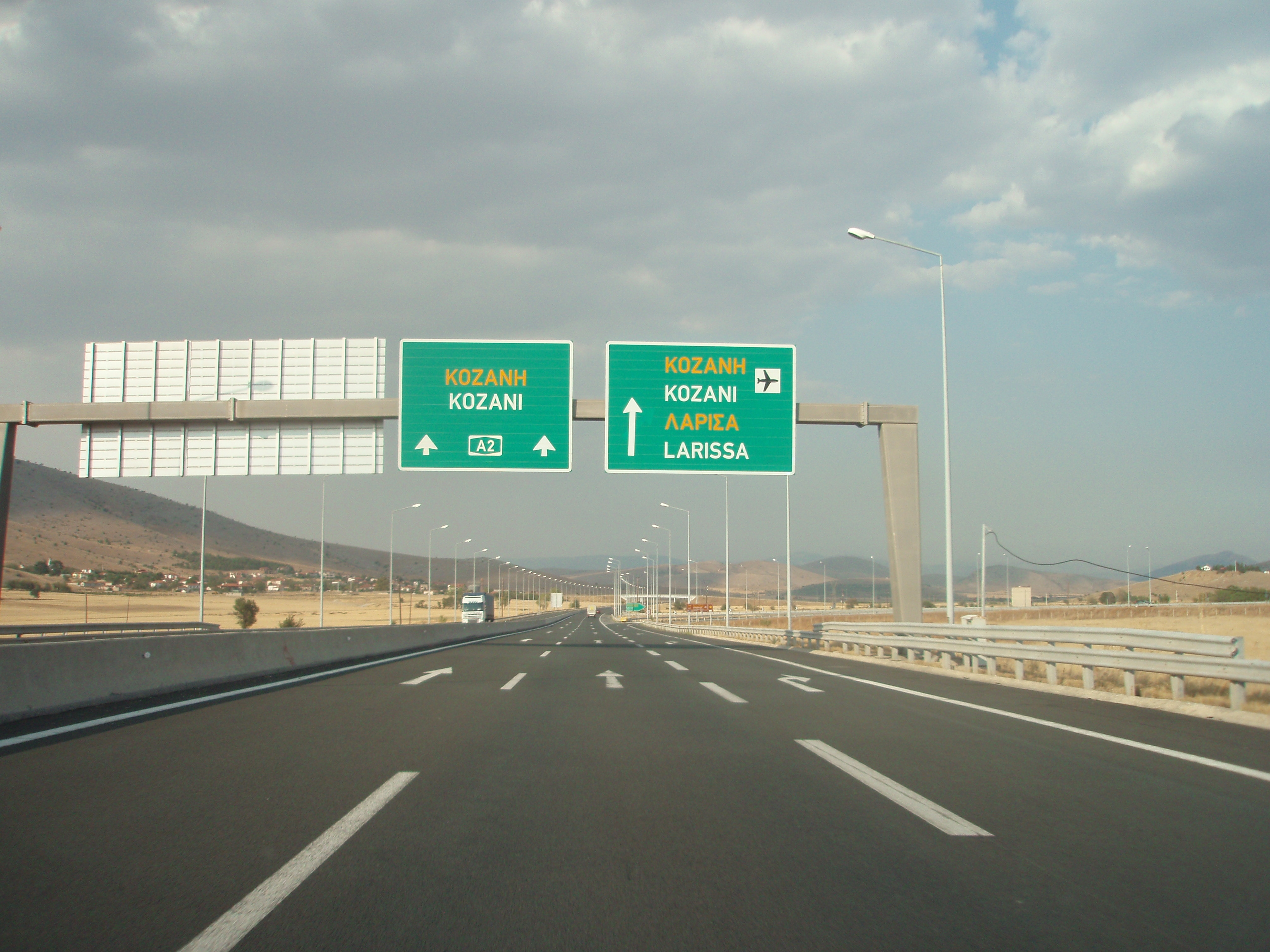
Dálnice A2

Dálnice jsou v Řecku označovány písmenem A (Aftokinitodromos /Αυτοκινητόδρομος řecky dálnice)                                                                                                                      
| Číslo dálnice                | Mapa                          | Trasa                                                                                          | Konečná délka | V provozu |
| ---------------------------- | ----------------------------- | ---------------------------------------------------------------------------------------------- | ------------- | --------- |
| Autokinetodromos A1 number   | GR-A1 course                  | Pireus – Athény – Chalkis – Lamia – Larisa – Katerini – Soluň – Severní Makedonie (Dálnice A1) | 550 km        | 550 km    |
| Autokinetodromos A2 number   | GR-A2 course                  | Igumenica – Ioánnina – Kozani – Veria – Soluň – Kavala – Xanthi – Alexandrupoli – Turecko      | 670 km        | 670 km    |
| Autokinetodromos A3 number   | GR-A3 course                  | Lamia (A1) – Kipourgeio (A2)                                                                   | 175 km        | 80 km     |
| Autokinetodromos A4 number   |                               | Trikala (A3) – Larisa (A1)                                                                     | 65 km         | 4 km      |
| Autokinetodromos A5 number   | GR-A5 course                  | Ioánnina (A2) – Arta – Agrinio – Pátra – Pyrgos – Kalamata                                     | 196 km        | 196 km    |
| Autokinetodromos A6 number   | GR-A6 course                  | Attika (A8) – Athény (A61)                                                                     | 48 km         | 48 km     |
| Autokinetodromos A7 number   | GR-A7 course Bildgröße ändern | Korint – Tripolis – Kalamata                                                                   | 155 km        | 155 km    |
| Autokinetodromos A8 number   | GR-A8 course                  | Athény (A8) – Korint – Pátra (A5)                                                              | 205 km        | 205 km    |
| Autokinetodromos A11 number  |                               | obchvat Chalkis                                                                                | 26 km         | 11 km     |
| Autokinetodromos A23 number  |                               | Komotiní (A2) – Bulharsko                                                                      | 50 km         | 0 km      |
| Autokinetodromos A25 number  |                               | Soluň – Lefkonas – Bulharsko (Dálnice A3)                                                      | 105 km        | 105 km    |
| Autokinetodromos A27 number  |                               | Kozani (A2) – Ptolemaida – Florina – Severní Makedonie                                         | 80 km         | 40 km     |
| Autokinetodromos A29 number  |                               | Siatista (A2) – Kastoria – Albánie                                                             | 77 km         | 77 km     |
| Autokinetodromos A62 number  |                               | Attika                                                                                         | 4 km          | 4 km      |
| Autokinetodromos A64 number  |                               | Attika – Athény                                                                                | 10 km         | 10 km     |
| Autokinetodromos A71 number  |                               | Tripolis – Sparta                                                                              | 46 km         | 46 km     |
| Autokinetodromos A90 number  |                               | ostrov Kréta Chania – Rethymno – Heraklion                                                     | 41 km         | 310 km    |
| Autokinetodromos A242 number |                               | Soluň – Soluň                                                                                  | 3 km          | 3 km      |
| Autokinetodromos A621 number |                               | Atitka                                                                                         | 2,5 km        | 2,5 km    |

Další silnice I. třídy, někdy také označovány jako dálnice:
- A12
- A13
- A24
- A65
- A121
- A123
- A141
- A581